# Puget-sur-Argens
Puget-sur-Argens é uma comuna francesa na região administrativa da Provença-Alpes-Costa Azul, no departamento de Var. Estende-se por uma área de 26.9 km². Em 2010 a comuna tinha 8 172 habitantes (densidade: 303,8 hab./km²).